# 聖闘士星矢
『聖闘士星矢』（セイントセイヤ、SAINT SEIYA）は、車田正美による日本の漫画。1985年12月（1986年1・2合併号）より集英社の漫画雑誌『週刊少年ジャンプ』（以下WJと表記）で連載を開始した。「聖衣（クロス）」と呼ばれる星座の趣向を凝らした鎧や、ギリシア神話をモチーフにした物語が人気を博し、1980年代WJの看板作品の一つとなった。2022年2月時点で全世界シリーズ累計は5000万部を突破している。

## 概要
車田正美の前作『男坂』が短期間の連載に終わったことから、次回作はメジャー路線と読者受けを意識し、プラモデルの要素を取り入れた聖衣が少年読者に、ギリシャ神話を題材にしたストーリーが少女読者にそれぞれ受けるだろうという発想から構想が練られた。その狙いは的中し、「聖闘士（セイント）」「小宇宙（コスモ）」といったネーミングとともに人気を獲得した。聖衣の構造を詳しく解説した「聖衣分解装着図」や、読者からの聖衣デザインのアイディア公募などの企画もその人気を盛り立てた。1986年にはテレビアニメ化し、スポンサーとなったバンダイから玩具やゲームソフトなども発売。聖衣を再現したフィギュア玩具『聖闘士聖衣大系』は1987年度男子玩具最大のヒット商品となった。
WJでの連載は冥王ハーデス編の最終決戦途中ながら、1990年11月をもって終了。冥王ハーデス編が予定外の長期におよび、連載終了号に最終回が入りきらないことが判明したため、同年創刊の『ブイジャンプ』誌にて、車田正美による読切作品に代わり『聖闘士星矢』の最終エピソードとなる『聖闘士星矢 完結編』が掲載された。ジャンプ・コミックス最終巻にはさらに加筆が行われている。
本編終了後も『聖闘士聖衣神話』を始めとするグッズの販売、アニメーション作品や外伝漫画などの新作が作り続けられている。本編の正統な続編となる『聖闘士星矢 NEXT DIMENSION 冥王神話』は、『週刊少年チャンピオン』の2006年36・37合併号より（不定期で）連載開始、2024年31号をもって完結した。その後、続編の『聖闘士星矢 THEN 廃墟の花』が同誌2024年50号にて袋とじの形で掲載された。

## あらすじ
この世には邪悪がはびこるとき、必ずや現れるといわれる希望の闘士聖闘士（セイント）。その拳は空を裂き、蹴りは大地を割るという。彼らは神話の時代より女神アテナに仕え、武器を嫌うアテナのために素手で敵と戦い、天空に輝く88の星座を守護としてそれを模した聖衣（クロス）と呼ばれる防具を纏う。そして現代、6年もの厳しい修行を経てアテナの聖闘士となった少年星矢が父に運命を託された実の兄弟たち（アニメ版では同じ境遇の少年たち）と共に地上の覇権を争う神々の争いに身を投じる。
天馬星座（ペガサス）の星矢、龍星座（ドラゴン）の紫龍、白鳥星座（キグナス）の氷河、アンドロメダ星座の瞬、鳳凰星座（フェニックス）の一輝、の5人の青銅聖闘士（ブロンズセイント）が全編を通じて物語の軸となる。

### 銀河戦争編
青銅聖闘士編
主人公・星矢は聖闘士の総本山であるギリシアの聖域にて、女聖闘士・魔鈴から過酷な修行を受ける。教皇の見守る前でライバル・カシオスとの死闘を制した星矢は天馬星座の青銅聖闘士として認められ、天馬星座の聖衣を手に入れる。
星矢に修行を強いたのは、日本の大財閥グラード財団の総帥・城戸光政であり、同様に世界各地で命がけの過酷な修行を経て、聖衣を授けられ聖闘士となって日本に帰ってきたのは星矢を含めわずか10人であった。彼らは光政の孫娘・城戸沙織の主催する一大娯楽イベント「銀河戦争（ギャラクシアンウォーズ）」に参加させられ、それぞれの思惑を胸に、優勝賞品の射手座の黄金聖衣を賭けた闘いが始まる。だが戦いが進むうち、謎とされた10人目の参加者・一輝が乱入し、配下の暗黒聖闘士（ブラックセイント）により黄金聖衣が強奪され、銀河戦争は中断を強いられる。
暗黒聖闘士編
黄金聖衣を持ち去った一輝の影武者たちを追撃する星矢、瞬、氷河、紫龍の4人は黄金聖衣のパーツの一部を奪還することに成功する。だが、影武者たちは雑兵に過ぎず、彼らの背後には暗黒聖闘士最強を誇る「暗黒四天王」がいた。紫龍がジャミールの地から持ち帰った新生聖衣を装着し、暗黒四天王との死闘に勝利した星矢たち青銅聖闘士4人と、暗黒聖闘士を指揮する親玉一輝との黄金聖衣を賭けた戦いが始まった。

### 白銀聖闘士編
一輝を倒して黄金聖衣を取り返した星矢たちだったが、銀河戦争を聖闘士の掟に反する私闘と見なした聖域から、青銅聖闘士抹殺のために10人の白銀聖闘士（シルバーセイント）と聖闘士の頂点に立つ黄金聖闘士（ゴールドセイント）が派遣される。自分たちより格上である強敵との激闘の後、黄金聖闘士・獅子座のアイオリアとの対決によって城戸沙織こそがかつて黄金聖闘士・射手座のアイオロスに救われた女神アテナの化身であること、そして聖域の教皇こそがアテナ暗殺を企んだ元凶であることが明らかになり、星矢たち青銅聖闘士は教皇に戦いを挑むことを決意する。

### 黄金聖闘士編（十二宮編）
教皇を倒すために、アテナ沙織を擁す青銅聖闘士たちがギリシアの聖域に乗り込む。が、聖域に到着早々、トレミーが放った黄金の矢によってアテナが倒れる。その矢を抜くことが可能なのは教皇だけだと聞き、青銅聖闘士たちは十二宮の頂上にある教皇の間を目指す。その行く手を阻むのは、88の星座の中でも頂点を極めた最強の黄金聖闘士（ゴールドセイント）たち。死闘を乗り越え、本物の教皇を殺害し13年前から教皇になりすましていた双子座のサガと星矢の最終決戦、アテナの復活、そしてサガの自決で終わる。最強といわれる黄金聖闘士が5人（双子座のサガ、蟹座のデスマスク、山羊座のシュラ、水瓶座のカミュ、魚座のアフロディーテ）も命を落とした激戦であった。これらの戦いは、サガが13年前に起こした教皇暗殺とアテナ暗殺未遂に端を発したものと判明し、後に「サガの乱」と総称される。

### ポセイドン編
地上制覇の野望を持つ海皇ポセイドンにより地中海の海底神殿に拉致されたアテナを救助するため、星矢たちが、7つの海の底に聳え立つ7本の柱を守る海将軍（ジェネラル）たちと闘う。本編は、首謀者双子座のカノン（海将軍のリーダーとして立ち塞がる）を改心させ、海皇ポセイドンの魂をアテナの壺で封印し、海底神殿の崩壊で終わる。

### ハーデス編
十二宮編
前聖戦から243年ぶりに復活し、聖域へ侵攻を始めた冥王ハーデスと108人の冥闘士（スペクター）から地上世界を守るため聖闘士たちが闘う。サガに殺害された真の教皇シオン、また先の戦いで死んだ黄金聖闘士たちも冥闘士として復活し、アテナの命を奪おうとする。アテナはエイトセンシズを発揮してハーデスを討つべく冥界に赴いた。
冥界編
冥王ハーデスの本拠である、ダンテの『神曲』をモチーフにした冥界が舞台。瞬と一輝の兄弟を巻き込んだハーデスの肉体の秘密や、それに纏わるパンドラの過去が暴かれる。そして黄金聖闘士12人が集結、その黄金の小宇宙を集中して作り出した太陽の光によって嘆きの壁が破壊され、星矢たちはアテナを追ってエリシオンに向かう。
エリシオン編
幾多の困難の末ハーデスのいるエリシオンにたどり着き、アテナに聖衣を届けようとする星矢たち。その行く手をハーデス側近の双子の神、ヒュプノスとタナトスが阻むが、星矢たちの青銅聖衣が神聖衣に進化し、双子神を撃破。そして、聖衣を纏ったアテナと星矢たちは、ハーデスとの最終決戦を迎える。激戦の末、星矢の犠牲によってハーデスの肉体は完全消滅、それに伴い冥界は崩壊し、太陽の復活と共に地上に真の平和が訪れた。

### 外伝
SHAKA
WJ1987年13号掲載。一輝の修行が終了した直後の物語で、コミックス収録の際に暗黒聖闘士編終盤に組み込まれた。暗黒聖闘士が鳳凰星座の聖衣を我が物にしていると聞いた一輝がその牙城に乗り込み、激戦を繰り広げる。物語はその後、黄金聖闘士シャカとの出会いと、暗黒聖闘士を纏め上げるまでを描く。掲載時は本編との一挙二作掲載で、本編ではシャカがアイオリアと教皇との対峙に割って入る形で初登場している。
氷の国のナターシャ
WJ1988年13号掲載。氷河を主人公とした外伝。北極圏にある永久凍土の地ブルーグラードで、聖闘士と同等の実力者といわれる極北の伝説の戦士・氷戦士（ブルーウォリアー）たちとの戦いに、氷河が巻き込まれる。

## 作中用語

### 聖闘士・聖域関連
聖闘士（セイント）
この世には邪悪がはびこるとき、必ずや現れるといわれる希望の存在。女神アテナを守るために戦う闘士たちの総称。アテナに仕えることから「アテナの聖闘士」ともいう。その存在は俗人には伝説とされ「その拳は空を裂き、その蹴りは大地を割る」と言い伝えられる超人的な能力を有している。
自己の実力の及ばないところを天佑によって補うため、それぞれが天空の星座を守護に持つ。88の星座それぞれに対応し、88人の聖闘士が存在する。彼等は自分の守護星座を称号としており、その称号の下に聖闘士それぞれの名が呼ばれる。守護星座は、星座の形がそのまま自らの急所「星命点」となるなど、聖闘士の運命にも大きく影響をおよぼす。
聖闘士を志す者は、上級聖闘士などのもとで数年間の修行を経た後、その実力と守護星の導きに応じて、聖闘士の証である聖衣（クロス）と呼ばれる鎧を与えられる。聖闘士はその聖衣の種別（後述）に応じて黄金聖闘士（ゴールドセイント）、白銀聖闘士（シルバーセイント）、青銅聖闘士（ブロンズセイント）の3階級に分けられる。そのさらに下位には、聖衣を持たない雑兵がいるが、彼らも聖闘士と呼ばれることがある。88人の内訳は黄金12人（黄道十二星座に対応）、白銀24人、青銅48人とされるが、総数が揃うことはありえず、常にいくつかの聖衣が所有者不在となっている。おおむね拳速がマッハ1前後のものが青銅、2 - 5で白銀、光速が黄金の標準的な実力である。
アテナが武器を嫌い、それを持って戦うことを禁じているため、聖闘士となる者は修行で己の肉体を極限まで鍛え、原子を砕くという破壊の究極を身に付けている。アンドロメダ星座の星雲鎖（ネビュラチェーン）や地獄の番犬星座の鋼球鎖、御者星座の円盤（ソーサー）など武器のような装備品を持つ聖衣もあるが、これらはあくまで下級聖闘士が上級聖闘士の任務を補助するため、もしくは自身の拳を振るう前の牽制用の装備品として位置づけられている。
「聖闘士に同じ技は二度と通用しない」といわれ、一撃目はなすすべもなくやられた強力な技に対しても、二度目は見切る（あるいは対戦前に一度技を見ていた場合など）ことも可能。ただしあまりにも実力差がある場合、例外的なケースもある。
本来、聖闘士は女神であるアテナを守護する少年達という意味合いから、男性しかなることが出来ない。女性が聖闘士となる場合は、女であることを捨てて常に仮面を被る必要がある。女性聖闘士にとって素顔を見られることは、裸を見られるよりも屈辱であり、素顔を見られた場合、その人間を愛するか殺すという2つの条件が課せられる。
聖衣（クロス）
聖闘士が身にまとう防具。各々の守護星座の形を象ったオブジェ形態から分解・変形して、聖闘士の身体を包む防具になる。装着者である聖闘士に闘争心がないなど小宇宙が低いときにはただの重い防具に過ぎないが、小宇宙の高まりに応じて軽くなり攻撃力が増す。聖衣は階級別に青銅聖衣（ブロンズクロス）、白銀聖衣（シルバークロス）、黄金聖衣（ゴールドクロス）の3種類がある。
黄金聖闘士の血を浴びた聖衣は、纏う聖闘士が小宇宙（コスモ）をセブンセンシズまで高めることによって、形状は元の聖衣のままで、黄金色に輝き硬度が増した状態の「黄金聖衣に限りなく近い聖衣」となる場合がある（ポセイドン編の星矢達が該当、アニメでは一輝も含む）。さらにアテナの血を浴びることで（牡羊座のシオン曰く）「最強最後の聖衣」となり、ハーデスの結界による弱体化の影響を受けず、神々しか通行できない超次元の移動が可能となる、神聖衣（ゴッドクロス、後述）へ進化するといった特別な能力を発揮する。なお、非装着時は聖衣箱（パンドラボックス、またはクロスボックス）と呼ばれる専用の箱に収納されている。
「パンドラボックス」の意味合いは文字通りパンドラの箱を指しており、私利私欲による戦闘での聖衣の装着は厳禁とされ、その禁を破った聖闘士には災いが起こるという。アテナや教皇の許可を得た時のみ装着することが出来るが、自身の身が危ない時に自己防衛のための装着は許されている。また聖衣は聖闘士としての正装でもあり、アテナや教皇に直接面通しする際には装着する。
聖衣には生命があり、少しの破損なら自己修復できる。しかし、それができないほど激しく破損した場合は修復技術を持った者による修復が必要であり、長い間装着者が不在する期間が続くと死んでしまうこともある。死にかけた聖衣を復活させるためには、大量の聖闘士の血液が必須（鳳凰星座の聖衣は例外。鳳凰星座の一輝#聖衣を参照）
原作では述べられていないが、聖衣は元々アテナが第一次聖戦時に海闘士（マリーナ）が纏う鱗衣（スケイル）に対抗して、天空の星座を設計図としてムー大陸の錬金術師たちによって作られたもの。材料はオリハルコン、ガマニオン、銀星砂（スターダストサンド）を用いる。しかし、ムー大陸が沈没した際に、聖衣の制作・修復技術はほとんど失われてしまい、聖衣を修復できるのは牡羊座の黄金聖闘士ムウだけとなった。冥王ハーデスとの戦いで彼が戦死した後は、城戸沙織の命を受けたグラード財団の誰かが修復を引き継いでいる。書籍「聖闘士星矢大全」には彫刻具星座の青銅聖闘士の存在が記されており、戦闘支援を目的とし彫刻室星座の聖闘士と共に聖衣修復の任務に当たっていたとの記述がある。
神聖衣（ゴッドクロス）
通常の聖衣がアテナの血を浴び、小宇宙を極限まで高めることにより誕生する。青銅、白銀、黄金の全てを超え、オリンポス十二神のみの装備とされる神衣（カムイ）に限りなく近い防具。形状は元となる聖衣の意匠を引き継ぎつつ神々しい装飾となり、全身を覆う形となる。また超次元を飛ぶための翼が生える、神の攻撃を受け止める程の防御力をもつなど、特別な能力を発揮する。眠りを司る神ヒュプノスの発言によれば、現代の星矢達5人が復活させるまでは、遥か神話の時代に1度見たことがあるだけという。沙織曰く「聖衣の究極の形態でまぼろしの形」であり、役目を終えると通常の聖衣に戻る。
聖域（サンクチュアリ）
ギリシアにあるアテナ神殿周辺の地域。結界で守られているため、一般の人間は立ち入ることができず、その存在すら知覚することができない。アテナ神殿にたどり着くためには十二宮の全てと教皇の間を突破する必要がある。
聖闘士発祥の地として、ここから輩出した聖闘士は多数に上る。
黄金十二宮（おうごんじゅうにきゅう）
聖域にある黄道十二宮の名がつけられた12の宮殿。アテナ神殿を守るための結界であり、それぞれを黄金聖闘士が守護している。頂上にあるアテナ神殿にたどり着くためには白羊宮から順番に上っていかねばならず、テレポーティションなどの間接的移動も不可能。
教皇の間
十二宮を通過した後にある聖闘士の頂点に立つ教皇が居住する場所で、この先にアテナ神殿がある。聖戦時には聖闘士の頭脳となり司令室として機能する。
アテナ神殿
聖域の頂上にある神殿。巨大なアテナ神像が安置されているが、この神像の正体はアテナの聖衣である。
スターヒル
教皇のみが出入りを許されている禁区で、ここで星の動きを観測することで大地の吉凶を占う。鋭角状のひときわ高い丘に小屋が建っている。また、地上で月に最も近い場所でもある。
教皇（きょうこう）
聖闘士の総本山とも言うべき聖域を統治し、聖闘士の資格を与える者を見極めることを使命とする。アテナ不在のときは全ての聖闘士をまとめ、聖域を統治する、アテナ不在時の代理である聖域の最高権力者。新教皇の選出は通常、黄金聖闘士の中から人（仁）・知・勇を兼ね備えた者を先代教皇が直接後継指名することによる。
近隣の村落を訪問することも仕事の内で、その他に聖域内で聖闘士決定戦には最下級の青銅聖闘士の者であっても立ち会うことになっており、職務は多忙である。
聖戦（せいせん）
数百年に一度、アテナの聖闘士たちがその総力をあげて臨まなければならない戦い。前回の聖戦は243年前にハーデス率いる軍勢との間に起こり、勝利したものの生き残った聖闘士は2人だけだったという。
アテナ
聖闘士を束ねる戦いの女神アテナは、人間の身体を借りて地上に降臨する。本作では城戸沙織がその人物に該当。アテナが降臨するのは聖戦が近いうちに起こる前触れとされている。聖闘士は継続的に継承されて行くが、平和な時代にはアテナ不在の時代も存在する。

### 能力および肉体に関するもの
小宇宙（コスモ）
体内に存在する宇宙的エネルギーのこと。登場する闘士たちは、これを燃焼させて繰り出す闘法を使用し、拳で空を引き裂き、蹴りで大地を割るほどの威力を誇る。ただし聖闘士の肉体は生身の人間と変わらないため、これを補うために各闘士は聖衣などのプロテクターを纏う。小宇宙は主に精神力・集中力などに比例・呼応して高まるため、六感（五感 + 第六感）のいずれかを意図的に封じるなどして助力とし、爆発的に小宇宙を増大することもできる。海闘士のクリシュナは、同様のものをクンダリーニと呼ぶ。
上級の闘士となれば、小宇宙の爆発により星々をも砕く破壊力を生み出したり、相手の肉体のみならず精神までも破壊したり、冥界・異次元などの異空間へ相手を放逐したり、といった超絶的な技も行使する。
星命点（せいめいてん）
各々の聖闘士の守護星座を形どっており、それがそのまま肉体への急所になるという。白鳥星座の氷河は蠍座のミロにダイヤモンドダストを星命点に打ち込んだ実績がある。逆に解毒作用もあり天馬星座の星矢をブラックペガサスの黒死拳から救うために龍星座の紫龍がそれを突いたこともある。クリシュナは同様の物をチャクラと呼ぶ。
真央点（しんおうてん）
血止めのツボ。ブラックドラゴンが紫龍に使用した他はミロが氷河、カノンに、一輝が星矢、氷河、瞬に使ったことがある。
セブンセンシズ
第六感を越える第七感。目覚めた者は小宇宙を最大限まで増幅することができるが、それが可能なのは黄金聖闘士など、聖闘士の中でも少数である。青銅聖闘士でも才能があれば一時的なら目覚めることが出来るとされている。
エイトセンシズ
セブンセンシズ（第七感）をさらに越えた第八感。阿頼耶識（あらやしき）、八識ともいう。小宇宙の最奥にあるために常人は生前に気づくことはなく、死後にセブンセンシズを含む全感覚が途絶え、その後に発現する。生前にこれに覚醒すれば、死ぬことなく生きたまま地上界と冥界を行き来することができる。
冥王ハーデスとの聖戦が始まった時点で、阿頼耶識に目覚めていた聖闘士はシャカただ一人だった。ハーデス軍との戦いにおいて、星矢たちは自ら冥界に向かい、冥界の掟に縛られずに冥闘士たちと戦うため、エイトセンシズに覚醒することが必要とされた。

### その他
グラード財団
アジア最大といわれる日本の財団。先代総帥は城戸光政であったが、本作品開始時点ではすでに故人であり、その孫娘とされる城戸沙織が事実上の全実権を握っている。銀河戦争の開催をはじめ、その後も激戦で重傷を負った星矢たちの治療など、星矢たちのサポートを数多く担当している。また書籍「聖闘士星矢大全」では、過去の聖戦で失われた聖衣についての研究を行っており、その復元に着手しているとの記述がある。
銀河戦争（ギャラクシアンウォーズ）
物語序盤でグラード財団と城戸沙織によって開催された、射手座の黄金聖衣をかけた青銅聖闘士10人によるトーナメント戦。開催場は古代の円形闘技場コロッセオをグラード財団の財力により現代に甦らせた「グラードコロッセオ」。娯楽イベントの形式をとっているため、聖域からは正義を守る聖闘士のあるまじき私闘と見なされたが、その真の目的は、巨悪と闘う真の聖闘士の養成と、このイベントを世界に知らしめることで聖域に潜む邪悪をおびき出すことにあった。一輝率いる暗黒聖闘士の乱入によって彼らに優勝賞品の黄金聖衣を奪われたため、なし崩しに中止となった。
黄金の短剣（クリューソスの剣）
教皇の間の玉座に付属する黄金の短剣で、神を刺し殺した際に使用される。劇中では、偽りの教皇による赤子のアテナ暗殺未遂の時に使用された名の無い小道具であったが、後続の作品にて、その出自が明かされる。「エピソードG」では、神王クロノスが、アテナ殺害のために偽りの教皇に譲渡された「神殺し神器」であったが、反旗を翻した偽りの教皇による神殺しに使用された。「Ω」では遥か神話の時代に存在し、アテナが愛の女神パラスの命を奪った際に使用されている。使用した者達は、自らの命を絶つ時に使用されるなどある種の呪いのアイテム染みたジンクスがある。
「NEXT DIMENSION 冥王神話」にて、「クリューソスの剣」という正式名称である事が判明しており、原作の新装版「聖闘士星矢 Final Edition」でも、この名称に変更されている。
サガの乱
後世に多くの影響をおよぼすことになった聖闘士の内部抗争。

## 書誌情報

### 単行本
- 車田正美 『聖闘士星矢』 集英社〈ジャンプコミックス〉、全28巻

| 巻数   | 副題                             | 発行日（発売日）           | ISBN          |
| ------ | -------------------------------- | -------------------------- | ------------- |
| VOL.1  | 女神の聖闘士の巻                 | 1986年9月15日（9月10日）   | 4-08-851754-7 |
| VOL.2  | 死闘！天馬対龍の巻               | 1987年1月15日（1月9日）    | 4-08-851755-5 |
| VOL.3  | フェニックス！地獄よりの戦士の巻 | 1987年3月15日（3月10日）   | 4-08-851756-3 |
| VOL.4  | 血戦！暗黒聖衣の巻               | 1987年5月15日（5月8日）    | 4-08-851757-1 |
| VOL.5  | 白銀聖衣！美しき抹殺者の巻       | 1987年7月15日（7月10日）   | 4-08-851758-X |
| VOL.6  | 戦え！女神のもとでの巻           | 1987年9月15日（9月10日）   | 4-08-851759-8 |
| VOL.7  | 激突！黄金聖衣の巻               | 1987年11月15日（11月10日） | 4-08-851760-1 |
| VOL.8  | 聖域！十二の宮殿の巻             | 1988年1月15日（1月8日）    | 4-08-851761-X |
| VOL.9  | 我が女神のためにの巻             | 1988年3月15日（3月10日）   | 4-08-851762-8 |
| VOL.10 | シャカ！神に近い男の巻           | 1988年5月15日（5月10日）   | 4-08-851763-6 |
| VOL.11 | 少年達よ！女神を託すの巻         | 1988年7月15日（7月8日）    | 4-08-851764-4 |
| VOL.12 | 教皇の間の死闘！の巻             | 1988年9月15日（9月9日）    | 4-08-851765-2 |
| VOL.13 | 女神復活!!の巻                   | 1988年11月15日（11月10日） | 4-08-851766-0 |
| VOL.14 | 戴冠!!海皇ポセイドン！の巻       | 1989年1月15日（1月10日）   | 4-08-851767-9 |
| VOL.15 | 海底神殿！七本の柱の巻           | 1989年3月15日（3月10日）   | 4-08-851768-7 |
| VOL.16 | 心の狩人の巻                     | 1989年5月15日（5月10日）   | 4-08-851769-5 |
| VOL.17 | 響け！女神の祈りの巻             | 1989年7月15日（7月10日）   | 4-08-851770-9 |
| VOL.18 | 蒼き波濤の果ての巻               | 1989年9月15日（9月8日）    | 4-08-851533-1 |
| VOL.19 | 復活！ハーデス百八の魔星の巻     | 1989年11月15日（11月10日） | 4-08-851534-X |
| VOL.20 | 激闘！十二宮の巻                 | 1990年1月15日（1月10日）   | 4-08-851535-8 |
| VOL.21 | 沙羅双樹の下に…の巻              | 1990年3月15日（3月9日）    | 4-08-851536-6 |
| VOL.22 | めざめよ!!エイトセンシズの巻     | 1990年5月15日（5月10日）   | 4-08-851537-4 |
| VOL.23 | 冥界・絶望の門の巻               | 1990年7月15日（7月10日）   | 4-08-851538-2 |
| VOL.24 | 冥王！魂の降誕の巻               | 1990年9月15日（9月10日）   | 4-08-851539-0 |
| VOL.25 | グレイテストエクリップスの巻     | 1990年11月15日（11月9日）  | 4-08-851540-4 |
| VOL.26 | エリシオンへの道の巻             | 1991年1月15日（1月10日）   | 4-08-851788-1 |
| VOL.27 | 死と眠り！の巻                   | 1991年3月8日（9月10日）    | 4-08-851789-X |
| VOL.28 | 光あふれる世界へ…！の巻          | 1991年4月15日（4月10日）   | 4-08-851790-3 |

### 愛蔵版
- 車田正美 『Saint星矢』 集英社〈愛蔵版コミックス〉、全15巻

| 巻数 | 副題                     | 発売日         | ISBN          |
| ---- | ------------------------ | -------------- | ------------- |
| 1    | 女神の聖闘士             | 1995年11月1日  | 4-08-782721-6 |
| 2    | 血戦！暗黒聖闘士         | 1995年11月1日  | 4-08-782722-4 |
| 3    | 白銀聖闘士！美しき抹殺者 | 1995年12月1日  | 4-08-782723-2 |
| 4    | 戦え！女神のもとで       | 1996年2月25日  | 4-08-782724-0 |
| 5    | 聖域>！十二の宮殿        | 1996年3月24日  | 4-08-782725-9 |
| 6    | 少年達よ！女神を託す     | 1996年4月24日  | 4-08-782726-7 |
| 7    | 女神復活!!               | 1996年5月25日  | 4-08-782727-5 |
| 8    | 海底神殿！七本の柱       | 1996年6月25日  | 4-08-782728-3 |
| 9    | 双子座！ふたたび         | 1996年7月24日  | 4-08-782729-1 |
| 10   | 蒼き波濤の果て           | 1996年8月26日  | 4-08-782730-5 |
| 11   | 復活！ハーデス百八の魔星 | 1996年9月25日  | 4-08-782731-3 |
| 12   | めざめよ!!エイトセンシズ | 1996年10月23日 | 4-08-782732-1 |
| 13   | 冥王！魂の降誕           | 1996年11月25日 | 4-08-782733-X |
| 14   | エリシオンへの道！       | 1996年12月23日 | 4-08-782734-8 |
| 15   | 光あふれる世界へ…！      | 1997年1月25日  | 4-08-782735-6 |

### 文庫版
- 車田正美 『聖闘士星矢』 集英社〈集英社文庫〉、全15巻

| 巻数 | 発売日        | ISBN          |
| ---- | ------------- | ------------- |
| 1    | 2001年1月23日 | 4-08-617650-5 |
| 2    | 2001年1月23日 | 4-08-617651-3 |
| 3    | 2001年3月21日 | 4-08-617652-1 |
| 4    | 2001年3月21日 | 4-08-617653-X |
| 5    | 2001年4月18日 | 4-08-617654-8 |
| 6    | 2001年4月18日 | 4-08-617655-6 |
| 7    | 2001年5月23日 | 4-08-617656-4 |
| 8    | 2001年5月23日 | 4-08-617657-2 |
| 9    | 2001年6月20日 | 4-08-617658-0 |
| 10   | 2001年6月20日 | 4-08-617659-9 |
| 11   | 2001年7月23日 | 4-08-617660-2 |
| 12   | 2001年7月23日 | 4-08-617661-0 |
| 13   | 2001年8月15日 | 4-08-617662-9 |
| 14   | 2001年8月15日 | 4-08-617663-7 |
| 15   | 2001年8月15日 | 4-08-617664-5 |

### 完全版
- 車田正美 『完全版 聖闘士星矢』 集英社〈ジャンプ・コミックス〉、全22巻

| 巻数      | 発売日        | ISBN          |
| --------- | ------------- | ------------- |
| volume 1  | 2005年12月2日 | 4-08-874055-6 |
| volume 2  | 2005年12月2日 | 4-08-874056-4 |
| volume 3  | 2006年1月5日  | 4-08-874057-2 |
| volume 4  | 2006年1月5日  | 4-08-874058-0 |
| volume 5  | 2006年2月3日  | 4-08-874059-9 |
| volume 6  | 2006年2月3日  | 4-08-874060-2 |
| volume 7  | 2006年3月3日  | 4-08-874061-0 |
| volume 8  | 2006年3月3日  | 4-08-874062-9 |
| volume 9  | 2006年4月4日  | 4-08-874063-7 |
| volume 10 | 2006年4月4日  | 4-08-874064-5 |
| volume 11 | 2006年5月2日  | 4-08-874065-3 |
| volume 12 | 2006年5月2日  | 4-08-874066-1 |
| volume 13 | 2006年6月2日  | 4-08-874067-X |
| volume 14 | 2006年6月2日  | 4-08-874068-8 |
| volume 15 | 2006年7月4日  | 4-08-874069-6 |
| volume 16 | 2006年7月4日  | 4-08-874070-X |
| volume 17 | 2006年8月4日  | 4-08-874071-8 |
| volume 18 | 2006年8月4日  | 4-08-874072-6 |
| volume 19 | 2006年9月4日  | 4-08-874073-4 |
| volume 20 | 2006年9月4日  | 4-08-874074-2 |
| volume 21 | 2006年10月4日 | 4-08-874075-0 |
| volume 22 | 2006年10月4日 | 4-08-874076-9 |

### 新装版
- 車田正美 『聖闘士星矢 Final Edition』 秋田書店〈少年チャンピオン・コミックス・エクストラ〉、既刊13巻（2024年9月6日現在）

| 巻数 | 発売日       | ISBN              |
| ---- | ------------ | ----------------- |
| 1    | 2021年6月8日 | 978-4-253-29501-7 |
| 2    | 2021年6月8日 | 978-4-253-29502-4 |
| 3    | 2021年7月8日 | 978-4-253-29503-1 |
| 4    | 2021年7月8日 | 978-4-253-29504-8 |
| 5    | 2021年7月8日 | 978-4-253-29505-5 |
| 6    | 2023年5月8日 | 978-4-253-29506-2 |
| 7    | 2023年5月8日 | 978-4-253-29507-9 |
| 8    | 2023年6月8日 | 978-4-253-29508-6 |
| 9    | 2023年6月8日 | 978-4-253-29509-3 |
| 10   | 2024年6月7日 | 978-4-253-29510-9 |
| 11   | 2024年7月8日 | 978-4-253-29511-6 |
| 12   | 2024年8月7日 | 978-4-253-29512-3 |
| 13   | 2024年9月6日 | 978-4-253-29513-0 |

## アニメ
1986年のテレビアニメ化を皮切りに、原作をベースとする以下の作品群が製作されている。
- テレビシリーズ
  - 聖闘士星矢（1986年10月11日 - 1989年4月1日）
アニメオリジナルエピソードとして暗黒聖闘士編と白銀聖闘士編の間に黄金聖衣争奪編を、十二宮編の後には北欧アスガルド編を挟み海皇ポセイドン編までをアニメ化。
- 映画
第一作から『聖闘士星矢 最終聖戦の戦士たち』までの4作品はスタンダード・サイズ（4:3）で製作され、その画面サイズでTV放映やビデオ発売されたが、DVDではビスタサイズ（16:9）となり、画面が上下カットされている。
  - 聖闘士星矢 邪神エリス（1987年7月18日公開）
  - 聖闘士星矢 神々の熱き戦い（1988年3月12日公開）
  - 聖闘士星矢 真紅の少年伝説（1988年7月23日公開）
  - 聖闘士星矢 最終聖戦の戦士たち（1989年3月18日公開）
  - 聖闘士星矢 天界編 序奏〜overture〜（2004年2月14日公開）
  - 聖闘士星矢 Legend of Sanctuary（2014年6月21日公開）
- OVA
  - 聖闘士星矢 冥王ハーデス編
    - 聖闘士星矢 冥王ハーデス十二宮編（2003年1月25日 - 2003年7月25日）
    - 聖闘士星矢 冥王ハーデス冥界編 前章（2005年12月17日 - 2006年2月18日）
    - 聖闘士星矢 冥王ハーデス冥界編 後章（2006年12月15日 - 2007年2月6日）
    - 聖闘士星矢 冥王ハーデスエリシオン編（2008年3月28日 - 2008年8月22日）
- Webアニメ
  - 聖闘士星矢: Knights of the Zodiac（2019年夏配信）

## 続編作品
聖闘士星矢 NEXT DIMENSION 冥王神話
車田自身による「聖闘士星矢」続編。243年前の前聖戦と並行してエリシオン編の続編が描かれている。時代設定が1990年に変更されている。
『週刊少年チャンピオン』でフルカラー掲載で2006年4月22・23合併号の読み切りに始まり、同年8月の36・37号から連載が開始され、不定期連載で中断期間を挟みながら2024年7月4日発売の第31号迄連載が続いた。
聖闘士星矢 EPISODE ZERO
『チャンピオンRED』2018年2月号から2018年6月号まで連載されたスピンオフ漫画。本編の前日譚、アテナ降誕時のアイオロスが描かれる。「聖闘士星矢 Final Edition」1巻巻頭に収録。
聖闘士星矢 ORIGIN
『チャンピオンRED』2019年2月号から2019年3月号まで連載されたスピンオフ漫画。本編の前日譚、双子座のサガとカノンのエピソード。「聖闘士星矢 Final Edition」10巻巻頭に収録。
聖闘士星矢 DESTINY
『チャンピオンRED』2020年2月号に掲載されたスピンオフ漫画。ポセイドン編やハーデス編の幕間を描いた、双子座のサガとカノンのエピソード。「聖闘士星矢 Final Edition」13巻巻末に収録。
聖闘士星矢THEN廃墟の花
2024年11月14日発売の「週刊少年チャンピオン」第50号より連載開始で、NEXT DIMENSION 冥王神話の続編で最新作。
「NEXT DIMENSION 冥王神話で完全に完結した」と思った読者を驚かせた。

## 派生作品
聖闘士星矢 EPISODE.G
『チャンピオンRED』2003年2月号から2013年8月号まで連載。作画は岡田芽武。本編より数年前に行なわれた、黄金聖闘士たちとティターン神族との闘いを描いた外伝漫画。
聖闘士星矢 EPISODE.G アサシン
『聖闘士星矢 EPISODE.G』の続編。2014年から3話までは『チャンピオンRED いちご』で連載。同誌が休刊となったため、4話から2017年7月まではWeb雑誌『チャンピオンクロス』、2017年7月10日から2019年8月27日までWeb雑誌『マンガクロス』にてフルカラーで連載。
聖闘士星矢 EPISODE.G レクイエム
『聖闘士星矢 EPISODE.G アサシン』の続編。2020年1月28日よりWeb雑誌『マンガクロス』にて連載。『アサシン』に続きフルカラーの連載である。
聖闘士星矢 THE LOST CANVAS 冥王神話
『週刊少年チャンピオン』2006年39号から2011年19号まで連載。作画は手代木史織。243年前の前聖戦を描いた外伝漫画で、後にOVA化もされた。
連載終了後には、前聖戦の黄金聖闘士たちを主役とした『聖闘士星矢 THE LOST CANVAS 冥王神話 外伝』を『週刊少年チャンピオン』2011年25号から2012年22+23号まで、以降は『別冊少年チャンピオン』で2012年7月号から2016年4月まで連載した。
聖闘士星矢Ω
新世代の聖闘士の活躍を描いたテレビアニメ作品。2012年4月から2014年3月まで放送。
聖闘士星矢 セインティア翔
『チャンピオンRED』にて、2013年10月号から2021年9月号まで連載されたスピンオフ漫画。作画は久織ちまき。アニメ化され、2018年12月から2019年2月まで放映された。
車田水滸伝 HERO OF HEROES
『チャンピオンRED』にて、2014年5月号から連載のクロスオーバー作品。作画は高河ゆん。
聖闘士星矢 黄金魂 -soul of gold-
2015年4月から9月まで配信されていたWebアニメ作品。嘆きの壁の後の黄金聖闘士達の闘いが描かれる。
聖闘士星矢 冥王異伝 ダークウィング
『チャンピオンRED』にて、2021年2月号から連載中のスピンオフ作品。脚本はサイトウケンジ、作画は上田信舟。
聖闘士星矢 TIME ODYSSEY
ジェローム・アルキエとアルノー・ドレンによるバンド・デシネ。第1巻は『チャンピオンRED』2022年9月号（2022年7月19日発売）と同誌2022年11月号（2022年9月16日発売）にて前後編に分かれて先行発表され、2022年9月30日にフランス本国で正式にカナから発売された。第2巻は2023年9月22日にカナから発売された後、『チャンピオンRED』2023年12月号（2023年10月19日発売）と同誌2024年1月号（2023年11月17日発売）にて前後編に分かれて発表された。
聖闘士星矢 海皇再起 RERISE OF POSEIDON
『チャンピオンRED』にて、2022年11月号から連載中のスピンオフ作品。作画は須田綱鑑。

## 舞台

### 1991年版
「バンダイスーパーミュージカル『聖闘士星矢』」として「海皇ポセイドン編」が舞台化された（1991年8月15日 - 9月1日、青山劇場）。
当時デビュー間もなかったアイドルグループSMAPが主演を務め、青銅聖闘士たちとポセイドンを演じた。SMAPは舞台では本作が初主演であり、テティス役の結城めぐみもミュージカル初出演となった。アテナ役の中山忍は「原作漫画の大ファン」と語っていた。結成直後だったTOKIOのメンバーも、黄金聖闘士役で共演した。
脚本はアニメでシャカの声を当てている三ツ矢雄二が担当。三ツ矢雄二自身の弁によれば、当時すでにミュージカルの脚本や演出を何本か手がけており、ミュージカルの制作とテレビアニメの両方に携わっていることから、指名を受けたという。振付のためにはアメリカから招待された振付師が用意された。
当時マーベラスエンターテイメントの取締役であったプロデューサー・片岡義朗とネルケプランニングの松田誠が漫画・アニメの舞台化として企画した作品群の第1弾であり、後の『テニスの王子様』『サクラ大戦』のような、キャラクター人気を当て込んでの漫画・アニメの舞台化（いわゆる2.5次元舞台）の流れの始まりとなった。
SMAPのファンへの配慮として、物語の後に「DANCING SMAP」と題したミニコンサートも用意され、ミュージカルとコンサート、双方での楽しみを狙いとして構成された。18日間31ステージの公演で、37万人を動員した。DVDなどのソフト化は行われていない。
キャスト
- ペガサス星矢 - 中居正広[90]
- 海皇ポセイドン / ジュリアン・ソロ - 木村拓哉[90]
- フェニックス一輝 - 稲垣吾郎[90]
- キグナス氷河 - 森且行[90]
- ドラゴン紫龍 - 草彅剛[90]
- アンドロメダ瞬 - 香取慎吾[90]

- アテナ - 中山忍[90]
- ソレント - 大輝ゆう[102]
- ムウ - 城島茂[94]
- シャカ - 国分太一[94]
- ミロ - 松岡昌宏[94]
- アイオリア - 山口達也・小島啓[94]
- シードラゴン（双子座のカノン） - 真矢武[102]
- 老師 - 三ツ矢雄二[102]
- テティス - 結城めぐみ[102]
- 辰巳 - 高品剛[102]
- 貴鬼 - 松野太紀[102]
- 海将軍カーサ / 白銀聖闘士 - 水谷誠伺
- 海闘士 / 白銀聖闘士トレミー - 長沢徹
- 海将軍バイアン / 黄金聖闘士カミュ - 高橋広司

スタッフ
- 原作：車田正美(集英社刊)
- 演出・作詞：菅野こうめい
- 脚本：三ツ矢雄二
- 音楽監督：ミッキー吉野
- 音楽：佐橋俊彦・和田薫
- 衣装　桜井久美
- アクション指導：金田治・村上潤
- フライング・デザイン：ピーター・フォイ（英語版）
- プロダクションスーパーバイザー：安倍寧
- ゼネラルプロデューサー：山科誠
- エグゼグティブプロデューサー：村上克志
- チーフプロデューサー：斎藤柳太郎
- プロデューサー：片岡義朗

- 主催：バンダイ・テレビ朝日[102]
- 特別協賛：不二家
- 企画制作：バンダイミュージカルオフィス[102]
- 制作進行：東映動画・旭通信社
- 協力：ジャニーズ事務所・集英社

### 2011年版
「スーパーミュージカル『聖闘士星矢』」として、2011年7月28日 - 31日に全労済ホールスペース・ゼロにて上演された。また、ニコニコ動画内のニコニコ生放送でも中継された。
2011年の舞台は、1987年に公開された劇場版第1作「聖闘士星矢」のストーリーをもとに構成されている。演出は茅野イサム、エグゼクティブ・プロデューサーは初演と同じく片岡が担当している。
2011年11月にDVD化され、2011年12月には天王洲 銀河劇場で再演された。その際数名のキャストが変更されている。
キャスト
- ペガサス星矢 - 鎌苅健太
- ドラゴン紫龍 - 植野堀まこと
- キグナス氷河 - 阿部直生（初演）・福山聖二（再演）
- アンドロメダ瞬 - 篠谷聖（初演）・西村ミツアキ（再演）
- フェニックス一輝 - 広瀬友祐
- アテナ・城戸沙織 - 富田麻帆
- オリオン星座のジャガー - 松崎裕
- 矢座（サジッタ）の魔矢 - 大河元気（初演）・松岡佑季（再演）
- 南十字星（サザンクロス）のクライスト - 藤原祐規
- 楯座のヤン - 林野健志
- 琴座（ライラ）のオルフェウス - 齋藤ヤスカ
- 邪神エリス - 湯澤幸一郎
- 絵梨衣 - 吉田仁美（初演）・加藤茜（再演）
- 辰巳徳丸 - 上原健太
- ダンサー - 下園愛弓、中村景好、金子直行、赤崎喬太（初演）・長嶺恭兵（再演）

スタッフ
- 原作：車田正美(集英社刊)
- 演出：茅野イサム
- 脚本：三井秀樹
- 音楽：佐橋俊彦
- 舞台監督：元木たけし
- 制作：吉野祐一郎（ドワンゴ）、飯塚芙由奈（ドワンゴ）、高橋正佳／yohkoy（映劇）、佐藤雄二
- プロデューサー：吉野祐一郎
- エグゼクティブプロデューサー：片岡義朗
- 主催：スーパーミュージカル『聖闘士星矢』製作委員会

## 小説
番外小説『星雲鎖 兄弟の絆』
文 - 小山高生 / イラスト - 佐々門信芳
『週刊少年ジャンプ特別編集ジャンプゴールドセレクション - アニメスペシャル』1988年7月13日号に附録。
一輝と瞬を描いた外伝小説。
番外小説『聖剣秘話 サガ! 野望の序曲』
文 - 小山高生 / イラスト - 荒木伸吾・姫野美智
『週刊少年ジャンプ特別編集ジャンプゴールドセレクション - アニメスペシャル2』1988年11月9日号に附録。
サガとアイオロスを描いた外伝小説。
番外小説『女神! 大いなる愛』
文 - 菅良幸 / イラスト - 荒木伸吾・姫野美智
『週刊少年ジャンプ特別編集ジャンプゴールドセレクション - アニメスペシャル3』1989年4月19日号に附録。
沙織を描いた外伝小説。
オリジナル小説『聖闘士星矢 ギガントマキア』
文 - 浜崎達也 / イラスト - 車田正美
集英社 ジャンプ ジェイ ブックス（2002年、全2巻）
ギガスとの闘いを描いた外伝小説。
オリジナル小説『聖闘士星矢 Golden Age』
文 - 岡田芽武 / 挿絵 - 岡田芽武・高河ゆん・久織ちまき / 漫画 - 手代木史織
『チャンピオンRED』2016年8月号別冊付録
「黄金の種族」であるエクスやマーキナー、その女神「アストライアー」との戦いを描いた外伝小説。

## ゲーム

### コンピュータゲーム
ファミリーコンピュータ用ソフト
- 『聖闘士星矢 黄金伝説』（1987年8月10日発売、バンダイ）
- 『聖闘士星矢 黄金伝説完結編』（1988年5月30日発売、バンダイ）

ゲームボーイ用ソフト
- 『聖闘士★セイントパラダイス〜最強の戦士たち』（1992年11月13日発売、バンダイ）

ワンダースワン用ソフト
- 『聖闘士星矢 黄金伝説編 Perfect Edition』（2003年7月31日発売、バンダイ）

PlayStation 2用ソフト
- 『聖闘士星矢 聖域十二宮編』（2005年4月7日発売、バンダイ）
- 『聖闘士星矢 冥王ハーデス十二宮編』（2007年2月1日発売、バンダイナムコゲームス）

PlayStation 3用ソフト
- 『聖闘士星矢戦記』（2011年11月23日発売、バンダイナムコゲームス）
- 『聖闘士星矢 ブレイブ・ソルジャーズ』（2013年10月17日発売、バンダイナムコゲームス）

PlayStation 4用ソフト
- 『聖闘士星矢 ソルジャーズ・ソウル』（2015年9月25日発売、PlayStation 3版も同時発売、バンダイナムコエンターテインメント）

携帯電話ゲーム
- 『聖闘士星矢 ギャラクシーカードバトル』

2012年4月12日に配信したMobage用ソーシャルゲーム。DeNAとCygamesによる開発。2015年10月30日にサービス終了。
- 『聖闘士星矢 アルティメットウォーズ』

2013年4月19日に配信したGREE用ソーシャルゲーム。オルトプラスとグリーによる開発。2015年4月17日にサービス終了。
- 『聖闘士星矢 小宇宙スロットル-COSMO SLOTTLE-』

iOS版2014年1月10日配信、Android版2014年3月25日配信のネイティブアプリ。バンダイナムコゲームスによる開発。2016年12月14日にサービス終了。
- 『聖闘士星矢 すご技★パーティバトル』

iOS版2014年6月19日配信、Android版2014年6月16日配信のネイティブアプリ。コプロによる開発。2016年8月31日にサービス終了。
- 『聖闘士星矢 ゾディアックブレイブ』

Android版2016年1月29日配信、iOS版同年配信のアクションRPG。バンダイナムコエンターテインメントとセガゲームスによる開発。2022年7月28日サービス終了。
- 『聖闘士星矢 ギャラクシースピリッツ』

Android版・iOS版2016年12月13日配信のアクションRPG。DeNA Hong Kongによる開発。2020年3月5日にサービス終了。
- 『聖闘士星矢 ライジングコスモ』

Android版・iOS版2020年9月17日配信の3DRPG。テンセントゲームズによる開発。
- 『聖闘士星矢レジェンドオブジャスティス』

Android版・iOS版2024年1月18日配信の放置型RPG。Wanda Cinemas Gamesによる開発。

パソコンゲーム
- 『聖闘士星矢 ビッグバンコスモ』

2014年4月2日に配信したYahoo! Mobage用ソーシャルゲーム。DeNAと東映アニメーションによる開発。2017年3月31日にサービス終了。

#### 『週刊少年ジャンプ』の他作品とのクロスオーバー
ファミリーコンピュータ用ソフト
- 『ファミコンジャンプ 英雄列伝』（1989年2月15日発売、バンダイ）

ニンテンドーDS用ソフト
- 『ジャンプアルティメットスターズ』（2006年11月23日、任天堂）

PlayStation 3用ソフト
- 『ジェイスターズ ビクトリーバーサス』（2014年3月19日発売、PlayStation Vita版も同時発売、バンダイナムコゲームス）

PlayStation 4用ソフト
- 『JUMP FORCE』（2019年2月14日発売、Xbox One・Windows版も同時発売、Nintendo Switchに移植発売、バンダイナムコゲームス）

携帯電話ゲーム
- 『週刊少年ジャンプ オレコレクション!』（2017年7月6日配信開始・当初から参加、バンダイナムコエンターテインメント）
- 『週刊少年ジャンプ 実況ジャンジャンスタジアム』（2018年8月2日配信開始・同年10月11日から参加、コナミデジタルエンタテインメント）
- 『ジャンプチ ヒーローズ』（2018年3月28日配信開始・当初から参加、LINE）

### パチンコ・パチスロ
パチンコ
- 『CR聖闘士星矢』

SANYOより、2011年9月よリリースされたパチンコ機。アニメ版の黄金十二宮編をモチーフとし、新規のアニメビジュアルシーンの作画のためにテレビアニメ版スタッフが再結集。星矢らメインキャストはOVA『冥王ハーデス冥界編』以降のものとなっている。2013年11月より、『CR聖闘士星矢　星の運命』がリリース。
- 『CR聖闘士星矢 BEYOND THE LIMIT』
- 『CR聖闘士星矢4 The Battle of“限界突破”』
- 『P聖闘士星矢 超流星 女神ゴールドver.1500』
- 『P聖闘士星矢 超流星 星矢ゴールドver.92%』
- 『e聖闘士星矢 超流星CliMAX349』

パチスロ
- 『パチスロ聖闘士星矢』

SANYOより、2012年9月4日よりリリースされたパチスロ機。先に同社でリリースされたパチンコ機『CR聖闘士星矢』同様にアニメ版の黄金十二宮編をモチーフとし、新規のアニメビジュアルシーンもパチンコ機のそれを流用している。2015年9月7日には『聖闘士星矢〜女神聖戦〜』がリリース。
- 『パチスロ聖闘士星矢～黄金激闘編～』
- 『パチスロ聖闘士星矢 女神聖戦』
- 『パチスロ聖闘士星矢 -海皇覚醒-』
- 『パチスロ聖闘士星矢海皇覚醒スペシャル』
- 『S聖闘士星矢 冥王復活』
- 『L聖闘士星矢 海皇覚醒 CUSTOM EDITION』

## ボイスドラマ
CD以前にカセットテープで発売されたボイスドラマ。ストーリーは原作に沿った内容となっている。キャストはテレビアニメ版に準じている。
- 『集英社カセットコミックシリーズ 聖闘士星矢 いかなる星の下に』（1988年3月発売、ISBN 4-08-901006-3）
- 『集英社カセットコミックシリーズ 聖闘士星矢　黄金十二宮 ＜前編＞』（1988年8月発売、ISBN 4-08-901009-8）
- 『集英社カセットコミックシリーズ 聖闘士星矢　黄金十二宮 ＜後編＞』（1988年8月発売、ISBN 4-08-901010-1）

## 実写映画
聖闘士星矢 The Beginning
2023年4月28日公開。当初の日本版タイトルは、『ナイツ・オブ・ザ・ゾディアック』で、2023年2月15日に日本版タイトルが『聖闘士星矢 The Beginning』に決定し、あわせて公開日も発表された。
2017年5月19日、香港真好電影有限公司の開発及び共同製作、トメック・バギンスキーの監督で実写映画化されることが発表された。
2021年9月22日に撮影が完了したことが発表され、あわせて星矢役を新田真剣佑が演じたこと、公開に当たっては日本では東映が、中国・中東以外はソニー・ピクチャーズ・ワールドワイド・アクイジションが配給を担当することが発表されている。
2022年11月30日、初の本編映像として特報予告が公開された。